# Coeligetes
Coeligetes es un género de escarabajos  de la familia Chrysomelidae. En 1884 Jacoby describió el género. Contiene las siguientes especies:
- Coeligetes borneensis Mohamedsaid, 1994
- Coeligetes robustus (Allard, 1889)
- Coeligetes submetallica (Jacoby, 1884)
- Coeligetes unicolor (Jacoby, 1895)
- Coeligetes wilcoxi Mohamedsaid, 1994